# Capão Bonito (microregio)
São João da Boa Vista is een van de 63 microregio's van de Braziliaanse deelstaat São Paulo. Zij ligt in de mesoregio Itapetininga en grenst aan de microregio's Itapetininga, Itapeva, Piedade, Registro en Cerro Azul (PR). De microregio heeft een oppervlakte van ca. 6.539 km². In 2006 werd het inwoneraantal geschat op 145.399.
Tien gemeenten behoren tot deze microregio:
- Apiaí
- Barra do Chapéu
- Capão Bonito
- Guapiara
- Iporanga
- Itaoca
- Itapirapuã Paulista
- Ribeira
- Ribeirão Branco
- Ribeirão Grande

Mesoregio's: Araçatuba · Araraquara · Assis · Bauru · Campinas · Itapetininga · Litoral Sul Paulista · Macro Metropolitana Paulista · Marília · Metropolitana de São Paulo · Piracicaba · Presidente Prudente · Ribeirão Preto · São José do Rio Preto · Vale do Paraíba Paulista

Microregio's: Adamantina · Amparo · Andradina · Araçatuba · Araraquara · Assis · Auriflama · Avaré · Bananal · Barretos · Batatais · Bauru · Birigui · Botucatu · Bragança Paulista · Campinas · Campos do Jordão · Capão Bonito · Caraguatatuba · Catanduva · Dracena · Fernandópolis · Franca · Franco da Rocha · Guaratinguetá · Guarulhos · Itanhaém · Itapecerica da Serra · Itapetininga · Itapeva · Ituverava · Jaboticabal · Jales · Jaú · Jundiaí · Limeira · Lins · Marília · Mogi das Cruzes · Mogi-Mirim · Nhandeara · Novo Horizonte · Osasco · Ourinhos · Paraibuna e Paraitinga · Piedade · Piracicaba · Pirassununga · Presidente Prudente · Registro · Ribeirão Preto · Rio Claro · Santos · São Carlos · São João da Boa Vista · São Joaquim da Barra · São José do Rio Preto · São José dos Campos · São Paulo · Sorocaba · Tatuí · Tupã · Votuporanga